# Bárna, Nógrád
Bárna  este un sat în districtul Salgótarján, județul Nógrád, Ungaria, având o populație de 1.120 de locuitori (2011). 

## Demografie
Componența etnică a satului Bárna
     Maghiari (92,37%)
     Romi (7,63%)
Componența confesională a satului Bárna
     Romano-catolici (52,95%)
     Fără religie (23,93%)
     Reformați (1,07%)
     Necunoscută (21,16%)
     Alte religii (1,25%)
Conform recensământului din 2011, satul Bárna avea 1.120 de locuitori. Din punct de vedere etnic, majoritatea locuitorilor (92,37%) erau maghiari, cu o minoritate de romi (7,63%).  Din punct de vedere confesional, majoritatea locuitorilor (52,95%) erau romano-catolici, existând și minorități de persoane fără religie (23,93%) și reformați (1,07%). Pentru 21,16% din locuitori nu este cunoscută apartenența confesională.